# トランス・コロラド航空2286便墜落事故
トランス・コロラド航空2286便墜落事故（トランス・コロラドこうくう2286びんついらくじこ）は、1988年1月19日、コロラド州デンバーからコロラド州デュランゴに向かう国内定期旅客便であるトランス・コロラド航空2286便:v（トランス・コロラド航空がコンチネンタル・エクスプレス便として運行していた）がコロラド州ベイフィールド近郊の山に衝突し、乗員乗客17人のうち、乗員2人を含む9人が死亡した事故である:1–2。
コンチネンタル・エクスプレス2286便墜落事故ともいわれる。

## 事故機

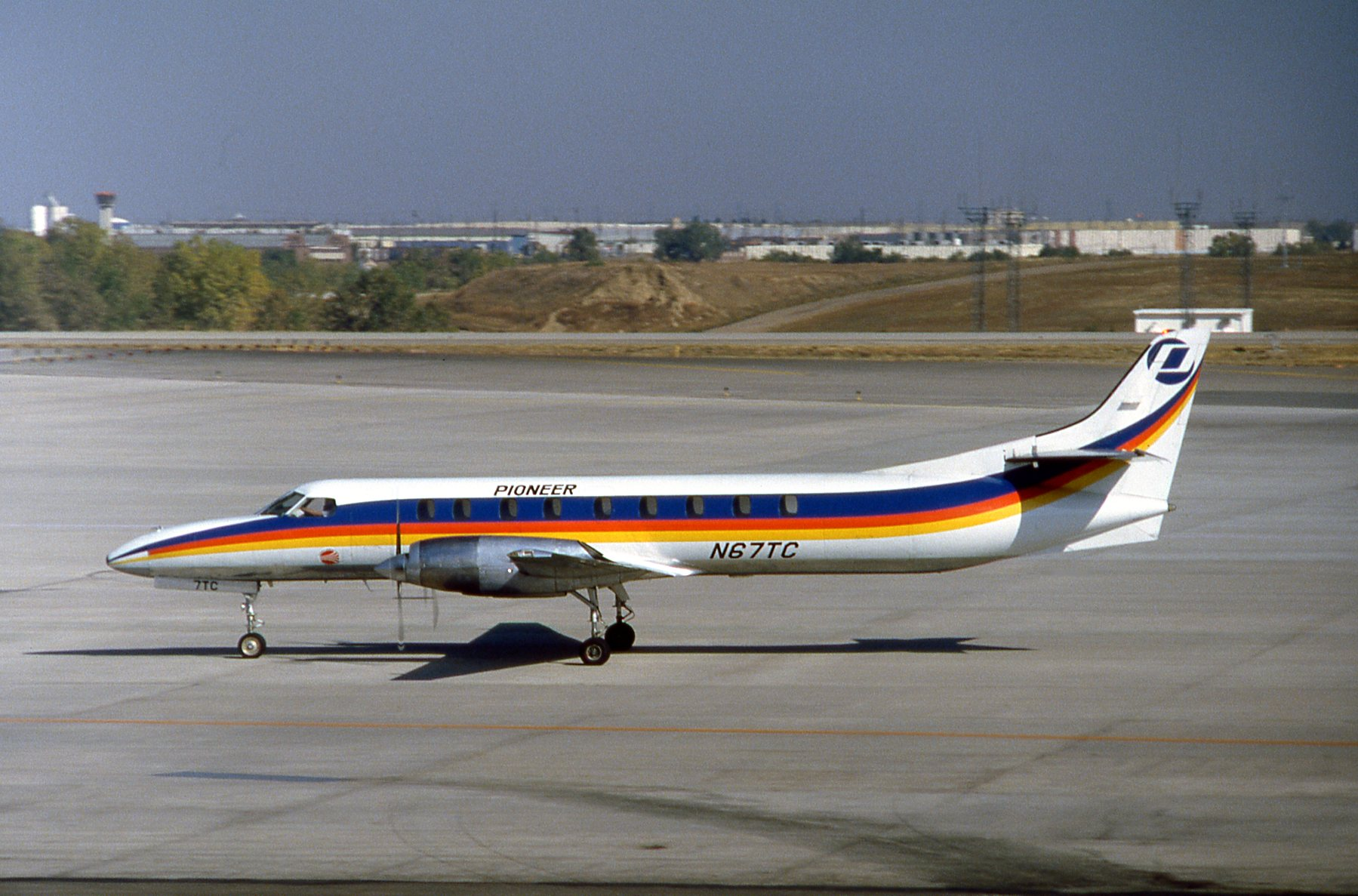
同型機のフェアチャイルド・スウェアリンジェン メトロIII

事故当日、2286便に使用されていたのはフェアチャイルド・スウェアリンジェン メトロIII (N68TC) :6。1981年に製造され、1986年にトランス＝コロラド航空が購入した:6。事故機は、合計約11,895時間を飛んでいた:79。当時、メトロIIIのような小型航空機にはコックピットボイスレコーダー（CVR）やフライトデータレコーダー（FDR）を装備する必要がなかったため、事故機にも搭載されていなかった:9。事故後、連邦航空局 (FAA) は、小型航空機を含め全ての旅客機にCVRとFDRを装備するよう定めた:26。

## 事故の経緯
デュランゴ＝ラ・プラタ郡空港への定期便としてデンバー、ステープルトン国際空港から18時20分に、定刻より40分遅れて2286便は出発した:1。計15人の乗客と2人のパイロットが搭乗していた:1。
18時53分に、2286便は高度23,000フィートの巡航高度に達した:1。管制官が、デュランゴへの視界が低下し、視界はわずか800フィートで、雪と霧という天候であることを報告した:1。19時00分に、管制官は、2286便に計器着陸装置 (ILS) によって滑走路2に着陸するか滑走路20へ超短波全方向式無線標識と距離測定装置による非精密進入 (VOR/DME) で着陸するかを尋ねた:1。2286便の位置からだと、滑走路2に着陸するには進入コースに入るために引き返す必要があり、滑走路20への着陸より10分余計にかかってしまうため、機長は遅れを少しでも取り戻すため滑走路20への有視界でのアプローチを選択した:27。
19時03分、2286便は23,000フィートから降下が許可された:2。デュランゴに直接アプローチするために、副操縦士は毎分3,000フィートの降下率で降下した:27。これは通常の降下率の3倍以上の急降下だった:27。19時14分に、2286便がデュランゴの滑走路20に進入する許可を受け、14,000フィートに到達したと報告した:2。しかし、2286便は地表まで降下し続け、山に衝突し機首が持ち上がった:2。機体は数回転し、再び地面にぶつかった:2。最終的に2286便は空港から約10キロメートルの地点に墜落した:2。
軽傷の乗客達は、援助を呼ぶために2キロメートル以上歩いて幹線道路に出た。墜落によりパイロット2人と7人の乗客が死亡した。

## 事故原因
事故は国家運輸安全委員会 (NTSB) によって調査された。
副操縦士にアルコール乱用の過去があった。副操縦士には飲酒運転で2回、有罪判決を受けていた。しかし、副操縦士は離陸前のアルコールテストをクリアしており、さらに、血液検査の結果、副操縦士の血中からアルコールは検出されなかった:6。
ただし、副操縦士は普段から計器着陸を苦手としていたことが経歴から判明する:28。実は副操縦士は機長の倍近く飛行時間の経験があったにもかかわらず、昇格試験や飛行試験の結果は不合格だらけであり、そのために前の会社を解雇されてからトランス＝コロラド航空に入社してきた過去があった。しかし、この時点ではこれが事故原因であるとは確定できなかった。
NTSBはとあるパイロットから、機長は婚約者と思しき女性と会っていたという情報を入手した。その女性は、事故の前夜に機長と「コカインを吸った」と話していた。詳しい話を聞くため、その女性と連絡しインタビューを試みるも失敗した:20。しかし、調査官が機長の血液を詳細に再検査すると、彼の血液と尿中から微量のコカインとその代謝物質が検出された:14。NTSBは機長が、事故の12〜18時間前、コカインを使用していた可能性が高いと結論づけ、事故の時には集中力が欠けて操縦するのに支障をきたしたと考えた:28–29。
1989年2月4日、NTSBは2286便に関する最終報告書を公表した。
NTSBは、この事故の原因が、まず、普段から計器着陸を苦手としていた副操縦士が急速な降下をし、さらに、機長はコカインを服用していたために集中力を欠き、操縦の監視が出来ていなかった。そのために、通常よりも低い高度まで降下したことに気付かなかった事だと結論付けた:34。

## 映像化
- メーデー!:航空機事故の真実と真相 第14シーズン第6話「Dangerous Approach」

## 註釈
1. 1 2 3 4 5 6 7 8 9 10 11 12 13 14 15 16 17 18 19 20 21 22 23 24 25 26 27   TRANS-COLORADO AIRLINES, INC., FLIGHT 2286, FAIRCHILD METRO III, SA227 AC, N68TC, BAYFIELD, COLORADO, JANUARY 19, 1988. National Transportation Safety Board. (February 4, 1989). NTSB/AAR-89/01 2016年9月6日閲覧。
2. ↑  “Cocaine link to commuter airline crash called 'tragic reminder”.   UPI (1988年3月12日). 2017年3月8日閲覧。 “The two-engine turbo prop, owned by Trans Colorado Airlines and operating as Continental Express Flight 2286, crashed a few miles from Durango, Colo., as it neared the airport.”
3. ↑  “COCAINE DETECTED IN BODY OF PILOT IN COMMUTER CRASH”. Washington Post. (1988年3月12日) 2016年9月2日閲覧. "Laboratory tests found cocaine in the urine of pilot Steven S. Silver, who died at the controls of Continental Express Flight 2286, a twin-engine turbo prop that crashed in snowy mountains a few miles from Durango, Colo., as it approached the LaPlata County Airport, according to a toxicology report released by the National Transportation Safety Board (NTSB)."
4. ↑  “Plane Crash Kills Eight in Colo.; Survivors Hike Out”. Los Angeles Times. (1988年1月20日) 2016年8月29日閲覧。
5. ↑  “Crash Survivors Hike Out in Deep Snow”. Los Angeles Times. (1988年1月21日) 2016年8月29日閲覧。
6. 1 2  “COPILOT OF CRASHED AIRCRAFT HAD HISTORY OF ALCOHOL ABUSE”. Washington Post. (1988年3月17日) 2016年8月29日閲覧。
7. ↑  通常、パイロットが二人以上いる場合、片方が操縦と外部の監視に集中し、もう片方のパイロットは計器を監視し、何か異常がある場合は操縦しているパイロットに警告をする役割分担が義務付けられている
8. ↑  “Traces of Cocaine Found in Pilot of Plane That Crashed, Killing Nine”. Los Angeles Times. (1988年3月12日) 2016年9月6日閲覧。